# (29097) 1981 EC12
A (29097) 1981 EC12 a Naprendszer kisbolygóövében található aszteroida. Schelte J. Bus fedezte fel 1981. március 1-jén.